# ۱٬۳-دی‌برموپروپان
۱،۳-دی‌برموپروپان (به انگلیسی: 1,3-Dibromopropane) با فرمول شیمیایی C۳H۶Br۲ یک ترکیب شیمیایی است. که جرم مولی آن ۲۰۱٫۸۹ g/mol می‌باشد. شکل ظاهری این ترکیب، مایع است.